# Такелма (народ)
Такелма или дагелма — индейский народ, проживавший в долине Роуг на юго-западе Орегона. Большинство их поселений располагалось вдоль реки Роуг, и само название «такелма» означало «(живущие) вдоль реки». Вместе с родственным племенем латгава говорили на изолированном языке такелма.

## История
О жизни такелма известно намного меньше, чем об их соседях — других индейских племенах в Орегоне и северной Калифорнии. Белые поселенцы попали на земли такелма довольно поздно благодаря тому, что у них была естественная защита в виде гор, окружавших долину. Но когда колонизация началась, она развивалась очень быстро. Открытие золота в Калифорнии привело к появлению здесь первого белого поселения в 1852 году. Такелма, пережившие беззаконие времён «золотой лихорадки», были выселены в резервации на дождливом северном побережье Орегона в 1856 году, таким образом, сосуществование белых и индейцев в регионе продолжалось всего 4 года.
В связи с тем, что территория племени такелма включала наиболее пригодные для сельского хозяйства земли в долине Роуг, в частности, вдоль реки Роуг, эти земли были довольно быстро и активно «освоены» белыми поселенцами в середине XIX века. Поселенцы не проявляли интереса к культуре своих индейских соседей и рассматривали их лишь как опасность или обузу. В связи с этим сохранилось лишь небольшое количество исторических сведений о такелма — в основном упоминания о конфликтах. По сравнению с такелма, колонизацию относительно хорошо пережили их соседи, такие, как шаста и атабаски реки Роуг, сохранив в практически нетронутом состоянии свою культуру, поскольку их неплодородные земли мало интересовали белых.
Конфликты между белыми и местными индейцами привели к войнам на реке Рог. При этом, однако, деятельность многочисленных посредников, как из белых, так и из индейцев, привела к относительно мирному разрешению конфликта — такелма и ряд других племён южного Орегона были переселены, а не уничтожены в неравной войне.
Климат в местах, куда были переселены выжившие в войне такелма, был дождливым, что сильно отличалось от их прежней местности — сухой, поросшей дубовым лесом. Многие индейцы умерли по дороге в резервации Силец и Гранд-Ронд и позднее, уже в резервациях, как от голода, так и от непривычного нового образа жизни.
Правительственные агенты по делам индейцев обучали выживших такелма сельскохозяйственным навыкам, и в то же время стремились отучить их от родного языка, полагая, что наиболее продуктивной стратегией выживания для них является интеграция в англоязычное общество. В резервациях и за их пределами такелма пришлось жить вместе с индейцами других культур, что также не способствовало сохранению племенных традиций и языка.
Лишь когда племя оказалось на грани исчезновения, им заинтересовались антропологи. Изучением такелма занимались лингвисты Эдвард Сепир и Джон Пибоди Харрингтон.
В 1980 г. своими выступлениями в защиту прав такелма прославилась Агнес Бейкер Пилгрим, внучка вождя Джорджа Харни.